# ザルゴンの亡霊
『ゴースト・オブ・ライオン・キャスル』（Ghost of Lion Castle）は、ダンジョンズ&ドラゴンズ・ファンタジーロールプレイングゲーム用のモジュールであり、1984年に出版された。そのモジュールコードはBSOLOであり、メルル・M・ラスマッセンが執筆し、ボブ・マウルスがカバーアートを担当した。
1986年には『ザルゴンの亡霊』（ザルゴンのぼうれい）というタイトルで日本語版が出版された。

## プロット概要
Ghost of Lion Castleはソロシナリオであり、ダンジョンマスターを必要とせず、プレイヤーが1人で遊ぶことができる。小冊子にはソロ戦闘ルールが含まれ、1～3レベルのマジックユーザーかエルフのプレイヤーキャラクター1人を対象としている。実際の行動はゲームブックと同様のパラグラフ選択方式で行ない、プレイヤーキャラクターは巨大なライオンの形状を模した城を探索する。
この冒険はプレイヤーが1人で行うことが意図されており、全ての行動を自分で選択し、全ての報酬を享受する。かつて獅子城に強力な大魔法使いが住んでいたが、彼は今や幽霊となって城の広間に出没し、後継者があらわれるのを待っている。それは北の草原にうずくまり、プレイヤーキャラクターのような冒険者に飛びかかるのを待ち構えている巨大なネコだと言われている。

## 出版履歴
Ghost of Lion Castleはメルル・M・ラスマッセンが執筆し、1984年にTSRが32ページの小冊子と外装カバーの体裁で出版した。
1986年9月、株式会社新和が日本語版を出版した。

## 読書案内
- Review: Space Gamer V1, #75 (1985)